# Ischnolea flavofemorata
Ischnolea flavofemorata là một loài bọ cánh cứng trong họ Cerambycidae.